# كلية هاميلتون (نيويورك)
كلية هاميلتون (بالإنجليزية: Hamilton College)، هي مؤسسة خاصة للفنون الحرة تقع في مدينة كلينتون بولاية نيويورك. تأسست عام 1793 باسم "أكاديمية هاميلتون-أونيدا"، ثم حصلت على ميثاقها الرسمي ككلية هاميلتون في عام 1812 تكريمًا لألكسندر هاميلتون، أحد أوصيائها المؤسسين، وذلك بناءً على اقتراح قُدِّم بعد وفاته في عام 1804. ومنذ عام 1978، أصبحت الكلية مختلطة بعد اندماجها مع كلية كيركلاند الشقيقة.
بلغ عدد طلاب البكالوريوس المسجلين في هاميلتون بحلول خريف عام 2021 حوالي 2000 طالب. يقدم منهج الكلية 57 مجالًا دراسيًا، بما في ذلك 44 تخصصًا رئيسيًا، إلى جانب إمكانية تصميم مسارات دراسية متعددة التخصصات. ويتكوّن الجسم الطلابي من 53% من الإناث و47% من الذكور، ويمثلون 45 ولاية أمريكية و46 دولة. وقد بلغت نسبة القبول لفئة طلاب عام 2026 نحو 11.8%.
تشارك الفرق الرياضية لكلية هاميلتون في منافسات مؤتمر كليات نيو إنجلاند الصغيرة.

## وصلات خارجية
- الموقع الإلكتروني